# Liste der Kulturdenkmale in Eddelak
In der Liste der Kulturdenkmale in Eddelak sind alle Kulturdenkmale der schleswig-holsteinischen Gemeinde Eddelak (Kreis Dithmarschen) aufgelistet (Stand: 10. März 2025).

## Legende
In den Spalten befinden sich folgende Informationen:
- Objekt-ID: die Nummer des Kulturdenkmales
- Lage: die Adresse des Kulturdenkmales und die geographischen Koordinaten. Kartenansicht, um Koordinaten zu setzen. In der Kartenansicht sind Kulturdenkmale ohne Koordinaten mit einem roten Marker dargestellt und können in der Karte gesetzt werden. Kulturdenkmale ohne Bild sind mit einem blauen Marker gekennzeichnet, Kulturdenkmale mit Bild mit einem grünen Marker.
- Offizielle Bezeichnung: Bezeichnung des Kulturdenkmales
- Beschreibung: die Beschreibung des Kulturdenkmales
- Bild: ein Bild des Kulturdenkmales

## Sachgesamtheiten
| Objekt-ID      | Lage                                      | Offizielle Bezeichnung | Beschreibung | Bild                             |
| -------------- | ----------------------------------------- | ---------------------- | --- | -------------------------------- |
| 40543 Wikidata | Norderstraße (53° 56′ 47″ N, 9° 8′ 14″ O) | Kirche St. Marien      | Alteintragung (Aktualisierung vorgesehen) - Begründung: geschichtlich, künstlerisch, städtebaulich, Kulturlandschaft prägend - Schutzumfang: Kirche St. Marien mit Ausstattung, Kirchhof, Lindenkranz | weitere Fotos \| Fotos hochladen |

## Bauliche Anlagen
| Objekt-ID     | Lage                                         | Offizielle Bezeichnung            | Beschreibung | Bild                             |
| ------------- | -------------------------------------------- | --------------------------------- | --- | -------------------------------- |
| 8207 Wikidata | Bahnhofstraße 7 (53° 56′ 48″ N, 9° 8′ 19″ O) | Villa                             | Villa; um 1905; zweigeschossiger, reich gegliederter Putzbau mit schiefergedecktem Mansarddach, Turm mit Zwerchhaus und Erker mit Balkon, Eingangsarkade mit Altan und seitlich anliegendem Anbau, aufwändiger Fassadenstuck mit Balustern, Kartuschen, Pilastern, Bandelwerk in neobarocken und Jugendstilformen - Begründung: geschichtlich, künstlerisch, städtebaulich - Schutzumfang: Villa, - Denkmaltyp: Bauliche Anlage | BW                               |
| 1671 Wikidata | Norderstraße (53° 56′ 47″ N, 9° 8′ 14″ O)    | Kirche St. Marien mit Ausstattung | Alteintragung (Aktualisierung vorgesehen) - Begründung: geschichtlich, künstlerisch, städtebaulich - Schutzumfang: gesamtes Objekt - Denkmaltyp: Bauliche Anlage, Sachgesamtheit: Kirche St. Marien | weitere Fotos \| Fotos hochladen |
| 1349 Wikidata | Süderstraße 27 (53° 56′ 36″ N, 9° 8′ 26″ O)  | Windmühle „Gott mit uns“          | Alteintragung (Aktualisierung vorgesehen) - Begründung: Alteintragung (Aktualisierung vorgesehen) - Schutzumfang: Alteintragung (Aktualisierung vorgesehen) - Denkmaltyp: Bauliche Anlage | weitere Fotos \| Fotos hochladen |

## Gründenkmale
| Objekt-ID      | Lage                                      | Offizielle Bezeichnung | Beschreibung | Bild                             |
| -------------- | ----------------------------------------- | ---------------------- | --- | -------------------------------- |
| 19667 Wikidata | Norderstraße (53° 56′ 46″ N, 9° 8′ 15″ O) | Kirchhof               | Kirchhof, Lindenkranz; Alteintragung (Aktualisierung vorgesehen) - Begründung: geschichtlich, Kulturlandschaft prägend - Schutzumfang: Kirchhof, Lindenkranz - Denkmaltyp: Gründenkmal, Sachgesamtheit: Kirche St. Marien | weitere Fotos \| Fotos hochladen |

## Quelle
- Liste der Kulturdenkmale in Schleswig-Holstein – Kreis Dithmarschen (PDF)

- Karte mit allen Koordinaten:
- OSM |
- WikiMap